# 25155 van Belle
25155 van Belle è un asteroide della fascia principale. Scoperto nel 1998, presenta un'orbita caratterizzata da un semiasse maggiore pari a 2,8326948 au e da un'eccentricità di 0,0828668, inclinata di 2,35647° rispetto all'eclittica.
L'asteroide è dedicato all'astronomo statunitense Gerard van Belle.